# إيفانو فونتانا
إيفانو فونتانا (بالإيطالية: Ivano Fontana)‏ (مواليد 25 نوفمبر 1926) هو ملاكم إيطالي، مثّل بلاده في الألعاب الأولمبية الصيفية 1948.

## روابط خارجية
إيفانو فونتانا على موقع بوكس ريك (الإنجليزية) (registration required)
- إيفانو فونتانا على موقع اللجنة الأولمبية الدولية (الإنجليزية)
- إيفانو فونتانا على موقع أوليمبيديا (الإنجليزية)
- إيفانو فونتانا على موقع اللجنة الأولمبية الإيطالية (الإيطالية)